# Niels Juel Simonsen
Niels Juel Simonsen (Kopenhagen, 16 mei 1846 – aldaar 25 mei 1906) was een Deens concert- en operazanger.

## Achtergrond
Niels Juel Simonsen werd geboren in het gezin van muzikant Sophus Simonsen (1810-1857) en zangeres Catharine Elisabeth Rysslaender (Catharine Simonsen, 1816-1849). Door het vroegtijdig overlijden van zijn ouders, kwam Niels Juel in een pleeggezin terecht. Dat gezin Guldager in Ringsted werd aangevoerd door een muziekdocent. Hij nam de achternaam van het pleeggezin aan. Niels Juel huwde in 1869 met Cecilie Elisa Laura Eulalia Bjørn (1835-1920), familie van het pleegezin. Alle muzikale talenten te spijt zag het er in eerste instantie naar uit dat hij boer op Møn zou worden.
Hij zou in zijn zangcarrière diverse keren onderscheiden worden:
- 1874 koninklijk kamermuzikant
- 1879 Orde van de Dannebrog
- 1855: vaste aanstelling aan het hof van Frederik VII van Denemarken
- 1893 Medaille van Verdienste (Denemarken)
- 1899: Dannebrogordenens Hæderstegn

## Muziek
Hij ging echter in 1864 in dienst om te vechten in de Tweede Duits-Deense Oorlog. Dat leverde hem een fel nationalistisch karakter op. Daar kwam hij terecht in een zangerscorps, dat hem voldoende vertrouwen gaf voor een voortzetting in die richting. Hij kreeg een verdere opleiding van Henrik Rung en hij kreeg een plaats in Det Kongelige teater. Rond die tijd nam hij zijn originele naam weer terug. In het theater werd hij ontdekt door Frederik Høedt, toneelspeler en instructeur, die hem liet debuteren in Hans Heiling, de opera van Heinrich Marschner op een libretto van Eduard Devrient. Het is dan 4 november 1868. Simonsen en Høedt bleven voor lange tijd vrienden.
Hij bleek een stem te hebben die zich uitstekende leende voor demonische en opstandige karakterrollen. Hij zong onder meer in de rol Agamemnon in Iphigénie en Aulide van Christoph Willibald Gluck, Figaro in Le nozze di Figaro van Wolfgang Amadeus Mozart en Willem Tell in de gelijknamige opera van Gioacchino Rossini. Carl Nielsen roemde zijn optreden in de première van diens Saul og David. Hij speelde verdere rollen in opera's van Giuseppe Verdi tot Richard Wagner. Van die laatste componist zong hij mee in Tannhäuser, Lohengrin, Die Meistersinger von Nürnberg en Der fliegende Holländer. Op 8 maart 1906 vond zijn laatste optreden plaats in de opera Mignon.
Van Deense zanger zijn enige opnamen bewaard gebleven uit 1899 en later.
- Gemeinsame Normdatei: 1231263342
- International Standard Name Identifier: 0000 0000 4004 8480
- Library of Congress Control Number: no2001096689
- MusicBrainz: cd76223d-4950-4bbb-af31-8c459a0dc106
- Virtual International Authority File: 11964645
- WorldCat: E39PBJfGXGdrTd7FyW8KwWH6Kd